# Riwal-Readynez Cycling Team
Riwal Cycling Team was een Deense wielerploeg die in 2009 werd opgericht als Team Concordia-Vesthimmerland en die deelneemt aan de continentale circuits van de UCI. Sinds 2019 beschikt het team over een ProContinentale licentie.
De ploeg nam deel aan wedstrijden in vele landen van Europa. De beste resultaten werden behaald in onder meer de Ronde van Denemarken, Olympia's Tour (Nederland) en de Ronde van Slowakije. Voor het seizoen 2023 ging de ploeg een fusie aan met het Luxemburgse Leopard Pro Cycling tot Leopard TOGT Pro Cycling dat uitkomt onder Deense licentie op continentaal niveau.

## Bekende (ex-)renners
| Voormalige Nicolai Brøchner (2015-2017, 2019) Patrick Clausen (2016-2018) Magnus Cort Nielsen (2012) Jonas Gregaard Wilsly (2016-2018) Rasmus Guldhammer (2011) Lasse Norman Hansen (2011) Jonas Aaen Jørgensen (2014-2019) Alexander Kamp (2019) Andreas Kron (2017-2020) Sebastian Lander (2010–2011, 2018) Jesper Mørkøv (2015-2018) Martin Mortensen (2013, 2018) Rasmus Quaade (2011, 2019-2021) Alex Rasmussen (2014) Chris Anker Sørensen (2017-2018) Andreas Stokbro (2016-2019) Troels Vinther (2016-2019) Mathias Westergaard (2017) Sindre Lunke (2019-2020) Kim Magnusson (2019-2021) | 2022 Mathias Bregnhøj (2022) Christoffer Lisson (2020-2022) Morten Nørtoft (2021-2022) Alexander Salby (2022) Kasper Viberg Søgaard (2022) Emil Vinjebo (2019-2020, 2022) Søren Vosgerau (2022) Loïc Bettendorf (2022) Martijn Budding (2020, 2022) Elmar Reinders (2020-2022) Jacob Eriksson (2022) Lucas Eriksson (2019-2022) |